# Esquilo de Alejandría
Esquilo (en griego antiguo: Αισχύλος) de Alejandría fue un poeta épico que vivió tal vez antes del final del siglo II a. C., de quien Ateneo dice que era un hombre bien informado. Uno de sus poemas llevaba el título de Anfitrión y otra Messeniakà. Un fragmento de la primera se conserva en el Banquete de los eruditos.  Según Zenobio habría escrito una obra sobre proverbios.